# Super Bowl XLI
Super Bowl XLI var den 41. udgave af Super Bowl, finalen i den amerikanske football-liga NFL. Kampen blev spillet 4. februar 2007 på Dolphin Stadium i Miami og stod mellem Indianapolis Colts og Chicago Bears. Colts vandt 29-17.
Kampens MVP (mest værdifulde spiller) blev Colts quarterback Peyton Manning.